# Metagonia striata
Metagonia striata is een spinnensoort uit de familie trilspinnen (Pholcidae). De soort komt voor in Guatemala.